# Karin von Ullmann
Karin Baronin von Ullmann, genau Karin Florence Paula Alice Baronin von Ullmann de Baranyavár, geborene Freiin von Oppenheim (* 9. März 1922 in Köln; † 1. Juni 2009 ebenda) war eine deutsche Unternehmerin und Besitzerin des Gestüts Schlenderhan.

## Leben
Karin von Ullmann war die Tochter von Waldemar Freiherr von Oppenheim (gest. 1952) und dessen Frau Gabriele, geb. Goldschmidt (gest. 1988). Sie gehörte zur sechsten Generation der Gründerfamilie des Bankhauses Sal. Oppenheim. Sie war verheiratet mit Georg Baron von Ullmann, der von 1952 bis zu seinem Tode 1972 persönlich haftender Gesellschafter des Bankhauses war. Aus der Ehe stammten Georg von Ullmann und Ilona, verheiratet mit Matthias Graf von Krockow.
Bekannt wurde sie als Inhaberin des 1869 von Eduard von Oppenheim gegründeten Vollblutgestüts Schlenderhan in Bergheim, das sie 1988 von ihrer Mutter erbte und das sie in vierter Generation führte. Die Galopppferde gewannen 89 der alljährlich nur fünf „klassischen Rennen“. Sie wurde als „Monarchin des deutschen Vollblutsports“ bezeichnet und erhielt 2002 die Goldene Verdienstmedaille des Galopperverbandes, die höchste Auszeichnung des Turfsports.
Von Ullmann war u. a. Ehrenmitglied des Kölner Renn-Vereins 1897 e. V.
Nach Angabe des manager magazins von 2004 belegte sie mit einem Vermögen von 2,9 Mrd. Euro den 25. Platz unter den 100 reichsten Deutschen.